# Борщівник Стевена
Борщівник Стевена (Heracleum villosum, syn. Heracleum stevenii) — вид квіткових рослин родини окружкових (Apiaceae).

## Біоморфологічна характеристика
Це багаторічна рослина 50–100 см заввишки. Листки в контурі майже округлі, зверху голі або розсіяно запушені, знизу часто біло-повстяні. Парасольки великі, багатопроменеві; промені дрібно запушені. Плоди овальні чи яйцеподібні, 10–15 × 7–9 мм, жорсткошипуваті.

## Поширення
Крим, пн.-зх. Кавказ.
В Україні вид зростає на осипах і кам'янистих схилах на яйлі, в поясі букових і соснових лісів, на узбережжі — в Криму, часто.